# クイーン (バンド)
クイーン（Queen）は、イギリス・ロンドン出身のロックバンド。1970年代前半のハードロック・ブーム中にデビューし、その後も時代によってスタイルを変化させ、2億5000万枚から3億枚の音楽作品を売り上げたとされ、世界史上最も売れたアーティストの1組となった。
1991年にボーカルのフレディ・マーキュリーが死去し、1997年にベーシストのジョン・ディーコンが事実上引退したものの、現在も活動は断続的に続いている。2025年現在、ギタリストのブライアン・メイとドラマーのロジャー・テイラーの2人は、ボーカルにアダム・ランバートを迎えて「クイーン + アダム・ランバート」名義で活動している。
ウォール・ストリート・ジャーナルの「史上最も人気のある100のロックバンド」にて第3位、「ローリング・ストーンの選ぶ歴史上最も偉大な100組のアーティスト」にて第52位に選出されている。2001年には、マイケル・ジャクソン、エアロスミスらと共にロックの殿堂入りを果たしている。

## メンバー
メンバー全員がギター・キーボード（ピアノ・シンセサイザー・オルガン等）を演奏できるため、この表に当てはまらない場合も多い。詳細は、各メンバーの項目を参照のこと。

### 現在活動を行っているメンバー
| 名前                                      | 生年月日・出身地                                                | 担当     | 活動期間 |
| ----------------------------------------- | --------------------------------------------------------------- | -------- | -------- |
| ブライアン・メイ （英語: Brian May）      | 1947年7月19日（78歳） イングランド・ミドルセックス ハンプトン   | ギター   | 1970年 - |
| ロジャー・テイラー （英語: Roger Taylor） | 1949年7月26日（76歳） イングランド・ノーフォーク キングズ・リン | ドラムス | 1970年 - |

### 死去または活動を行っていないメンバー
| 名前                                             | 生年月日・出身地                                                                            | 担当                | 活動期間        |
| ------------------------------------------------ | ------------------------------------------------------------------------------------------- | ------------------- | --------------- |
| フレディ・マーキュリー （英語: Freddie Mercury） | 1946年9月5日 - 1991年11月24日（45歳没） ザンジバル保護国・ザンジバルシティ ストーン・タウン | ボーカル キーボード | 1970年 - 1991年 |
| ジョン・ディーコン （英語: John Deacon）         | 1951年8月19日（74歳） イングランド・レスターシャー オードビー                               | ベース              | 1971年 - 1997年 |

## 音楽性
クイーンは、音楽的嗜好の異なるメンバー全員が作曲に参加するため、プログレッシブ・ロック、アート・ロック、グラムロック、アリーナ・ロックなど、その作風は幅広い。しかしながら、多くの曲に共通して見られる特徴がある。
そのひとつとして、エレクトリック・ギターの音を多重録音することによって作られるギター・オーケストレーションが挙げられる。これを生み出すメイの手製ギター「レッド・スペシャル」は、机のオークや暖炉のマホガニーを素材にメイの父親と共に製作されたもので、当時ではまだ珍しかった位相で音を変えるフェイズスイッチ、ローラーブリッジなどの斬新なアイデアが盛り込まれた。
シンセサイザーを用いずにギター・オーケストレーションで重厚なサウンドを生み出していることを明示するため、初期の作品には「ノー・シンセサイザー（No Synthesizer）」というクレジットがなされていた。
マーキュリー、メイ、テイラーの3人が、声を何重にも重ねることによって作られるハーモニーも『オペラ座の夜』や『華麗なるレース』などで見られるクイーンの音楽的特徴とされている。「ボヘミアン・ラプソディ」でのオペラ風コーラスの録音では、180回ものボーカルの多重録音を行ったとメイが語っている。

## 現役時代の来歴

### デビューまで
クイーンの母体となったのは、ブライアン・メイとロジャー・テイラーが在籍していたロックバンド「スマイル」であった。1969年9月、シングル「Earth」をリリースするも、まったく成功せず、ボーカル・ベースのティム・スタッフェルが脱退。その後任として加入したのが、スタッフェルの同級生であり、バンドとも知り合いだったフレディ・マーキュリーであった。
1970年7月12日に開催されたライブから、クイーンと名乗り始める。1971年2月には、入れ替わりを繰り返していたベーシストが、オーディションでジョン・ディーコンに固定（正式加入したのは、1971年3月1日）。公式サイトでは、4人が揃った1971年を正式なバンド結成の年としている。

### 初期（1973年 - 1976年）
1973年7月13日、アルバム『戦慄の王女』で本国デビュー。リリース1週間前の7月6日には、先行シングル「炎のロックンロール」がリリースされた（日本でのリリースは1974年）。
本楽曲のリリース当初、母国・イギリスでは「ロックなのに曲構成が複雑で、サウンドに小細工が多い」「ディープ・パープルやレッド・ツェッペリン、イエスの亜流」などとメディアから酷評され「遅れてきたグラムロックバンド」と見られることもあった。また、彼らは、本楽曲制作からリリースまでに2年近くももたつき、レコード契約から1年以上待機させられたため「リリース時にはあらゆる意味で、時代遅れになっていた」と、後にマーキュリーが回想している。

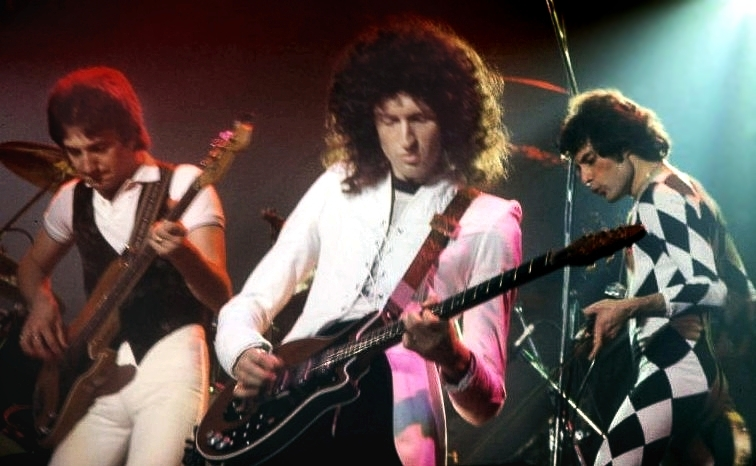
ニューヘイヴン公演（1977年）

1974年3月8日、2ndアルバム『クイーンII』をリリース。イギリスのメディアの評価はいっこうに変わらなかったが、シングル「輝ける7つの海」のヒットもあり、アルバムは全英5位を記録。本アルバムをきっかけに、本格的なブレイクにつながるようになる。
同年11月8日には、3rdアルバム『シアー・ハート・アタック』をリリース。先行シングル「キラー・クイーン」が、全英2位・全米12位のヒットとなり、後にマーキュリーは、作曲者としてアイヴァー・ノヴェロ賞を受賞。また同年、ディープ・パープル、モット・ザ・フープルの前座として、バンド初の全米ツアーをスタートするが、メイが肝炎にかかってしまい、ツアーの途中降板を余儀なくされる。
1975年2月、カンサス、スティクスらの前座として、再び全米ツアーをスタートする。ツアーは、各地で大盛況を得たが、ツアーの途中に、今度はマーキュリーが喉を痛めてしまう。マーキュリーは、しばらく安静状態を強いられたが、その後回復し、ツアーを無事終了させる。
同年4月17日、初来日を果たす。この頃、既に日本では、若い女性を中心に人気を集めており、空港には、約1200人のファンが押し寄せ、日本武道館にて開催されたライブは成功を収めた。
10月31日、4thアルバム『オペラ座の夜』からの先行シングル「ボヘミアン・ラプソディ」が、全英9週連続1位の大ヒットを記録。当初「6分を超える長い曲などラジオで流してくれない」と、レコード会社側は曲のカットを指示したが、マーキュリーとテイラーに意見を求められたラジオDJのケニー・エヴェレットは本楽曲を気に入り、自身のラジオ番組では、2日間で14回も流された。本楽曲は、チャリティーソングでない楽曲としては、イギリス史上最高の売り上げを記録し、マーキュリーは本楽曲のヒットにより、2度目のアイヴァー・ノヴェロ賞を受賞。本アルバムは、バンド初の全英1位を獲得し、クイーンに批判的だったメディアからも、非常に高い評価を得た。

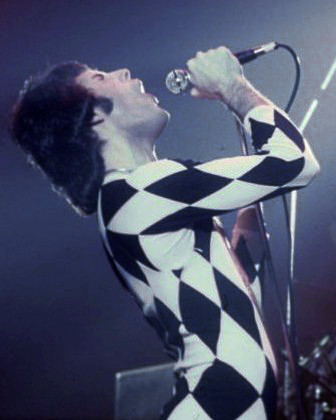
フレディ・マーキュリー（1977年）

1976年、軌道に乗ったクイーンは、アメリカ・日本・オーストラリアなどで次々とツアーを開催する。
同年12月18日、5thアルバム『華麗なるレース』をリリース。初のセルフプロデュース作となる本アルバムは、これまで以上に重厚なサウンドになっているものの、基本的には、前作『オペラ座の夜』の路線をさらに推し進めた作風となっている。先行シングルとしてリリースされ、全英2位・全米13位のヒットとなった「愛にすべてを」や「懐かしのラヴァー・ボーイ」のほかに、クイーン流ハードロックの名曲として、ファンの間で名高い「タイ・ユア・マザー・ダウン」や、歌詞の一部を日本語で歌った「手をとりあって」が収録され、イギリスや日本で1位を獲得するヒット作となった。

### 中期（1977年 - 1981年）
1977年10月28日、再びセルフプロデュースで臨んだ6thアルバム『世界に捧ぐ』をリリース。パンク・ロックが流行しつつあった当時の音楽シーンの流れを汲んだ本アルバムは、音楽的にはシンプルな方向へ向かい、トレードマークの一つであったコーラスパートの全くない楽曲（「永遠の翼」など）も収録された。日本とイギリスでは4位止まりだったが「伝説のチャンピオン」や「ウィ・ウィル・ロック・ユー」がヒットしたアメリカでは、これまでの最高位である3位を記録。また、ヨーロッパの中で唯一クイーンが苦手としていたフランスでは「ウィ・ウィル・ロック・ユー」が12週連続1位となり、13週目には「伝説のチャンピオン」が1位となった。
1978年、ヨーロッパ9ヶ国でツアーを開催。6年目にして初のフランスでのコンサートも開催し、成功を収めた。
同年11月10日、7thアルバム『ジャズ』をリリース。再びプロデューサーにロイ・トーマス・ベイカーを迎え、バラエティに富んだサウンドと楽曲を展開している。「バイシクル・レース」のプロモーション用に制作された、全裸の女性が自転車レースをするというポスターとビデオは物議を醸し、その影響もあり、本アルバムのリリース直後には、マスコミの批判に晒されたが、全英2位・全米6位の大ヒットとなった。また同年、カナダを皮切りに、北米ツアーを開催。マーキュリーは、ステージに上半身ヌード姿で自転車に乗って登場した。
1979年には、ヨーロッパツアーを開催。東西冷戦状態であったユーゴスラビアもツアーのプログラムに入っていたことで、話題を呼んだ。また、マーキュリーがバレエ好きであったことから、国立バレエ団の知的障害者への義援金チャリティー特別公演に出演し、マーキュリー自身もバレエを踊った。カンボジア救済チャリティコンサートにも出演し、初日に単独コンサートを開催。さらに、マーキュリー作の「愛という名の欲望」が、バンド初となる全米1位を獲得するなど、アメリカをはじめ、世界で好成績を収め、ライブ・アルバム『ライヴ・キラーズ』で、1970年代を締めくくった。
1980年6月30日、8thアルバム『ザ・ゲーム』をリリース。全英・全米ともに1位を記録した。エルヴィス・プレスリーを彷彿とさせるロカビリー風の「愛という名の欲望」が、アメリカを中心に大ヒットした。また、ディーコン作の「地獄へ道づれ」は、全米1位を記録し、バンド最大のヒット曲となった。もともとマイケル・ジャクソンのために書かれた本楽曲は、彼の前作『オフ・ザ・ウォール』を意識したソウルやファンクの曲となっており、アメリカのブラックミュージックのチャートでも、上位にランクインしている。
また、本アルバムより、これまで頑なに使用を拒んできたシンセサイザーが導入された。これは、本アルバムの制作途中に映画『フラッシュ・ゴードン』サウンドトラックの録音が挟まったことが大きな要因となっている。
1981年、初の南米進出を果たす。最初のブエノスアイレスでの公演をはじめ、サンパウロではたった2日で観客動員数の記録を更新するなど、各地で大成功を収めた。
同年10月、南米でのツアーを終えたメンバーは、デヴィッド・ボウイとの共作「アンダー・プレッシャー」をリリース。イギリスやアルゼンチンで1位を獲得するなど、世界的にヒットした。なお、ボウイとはスイスでのレコーディング中に親交を深めていたという。さらに、11月2日には、バンド初のベスト・アルバム『グレイテスト・ヒッツ』をリリース。クイーンのキャリア前期を総括する本アルバムは、現在、イギリス史上最も売れたアルバムとなっている。

### 後期（1982年 - 1987年）
1982年5月21日、10thアルバム『ホット・スペース』をリリース。「地獄へ道づれ」の成功を受け、マーキュリーとディーコンを中心にファンク、ダンス・ミュージックの要素を徹底的に突き詰めた内容となった。しかし、この大きな方向転換は、ファンや評論家から強い反発を受け、従来のアルバムに比べて、売上は振るわなかった。
1983年、バンドの活動を休止し、各自ソロ活動に専念した。

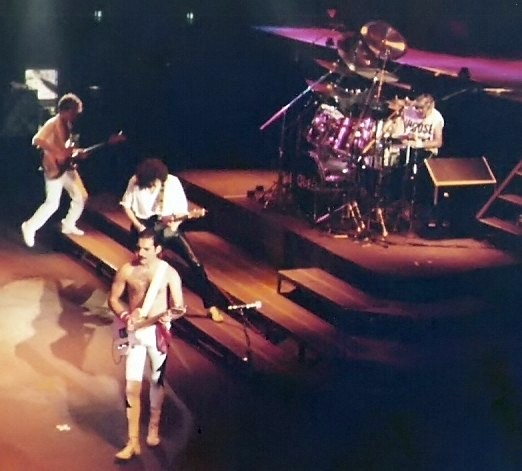
フランクフルト公演（1984年）

1984年、11thアルバム『ザ・ワークス』で復活を果たす。本アルバムでは、作風の軌道修正を図り、ファンが待ち望んでいたような楽曲が集まった作品に仕上がった。この頃になると、アメリカや日本での人気は落ち着く一方で、テイラー作の「RADIO GA GA」が、19ヶ国で1位を獲得するなど、大ヒットを記録。また、ディーコン作の「ブレイク・フリー」が、南米などで「自由へのシンボルとしての曲」と位置づけられるなど、ヨーロッパ圏だけではなく、南米やアフリカといった地域でも人気を集めるようになっていった。
1985年1月、リオデジャネイロにて「第1回ロック・イン・リオ」が開催された。クイーンの出演した2日間は、世界60カ国で中継され、約2億人が視聴したとも言われており、観客動員数60万人という驚異的な記録を打ち立てた。しかし、この頃から、各メンバーがソロ活動に勤しんだこともあり、メンバー間の距離が開きはじめ、次第に仲も険悪になっていく。
1985年7月13日、20世紀最大のチャリティーコンサート「ライヴエイド」に出演。出演アーティストの中で最多となる6曲を披露し、そのパフォーマンスは観客を圧倒した。あまりの質の高さに、ロンドン会場のヘッドライナーを務めたエルトン・ジョンが、舞台裏で悔しさを顕にし地団駄を踏んだとされる。本コンサートの反響は絶大で、世界各国でクイーンのアルバムがチャートを急上昇した。
この思わぬ反響を受け、新曲のレコーディングを開始し、11月4日、シングル「ワン・ヴィジョン」をリリース。メディアは、こぞって「ライヴエイドの便乗商売だ」と批判したが、イギリスでは、チャート最高位7位と、好成績を残した。「ライヴエイドへの出演がなければ、そのまま本当に解散していたかもしれない」と、後にメンバーも振り返っている。
1986年6月2日、12thアルバム『カインド・オブ・マジック』をリリース。イギリスを中心に、世界中で大ヒットを記録した。本アルバム発表後には「マジック・ツアー」を開催し、ヨーロッパ諸国の全26公演で200万人以上の観客を動員した。中でもウェンブリー・スタジアムにて開催されたコンサートは、2日間で15万人の観客動員を記録し、8月9日には、イギリスのネブワース・パーク公演が、観客30万人を記録、ツアーは大成功を収めた。しかし、マーキュリーの体調の悪化に伴い、バンドの4人が揃ってツアーを行ったのは、これが最後となった。

### 末期（1987年 - 1991年）
「マジック・ツアー」の成功以来、再びメンバーは、ソロ活動に専念しはじめた。この頃は、ライブ後のパーティーにて、レズビアン・ショーや、約10人のダンサーによるストリップ・ショーがしきりに行われ、マーキュリーの誕生パーティーでは、総額20万ポンド（当時約8千万円）が浪費されたという。
1988年1月には、スタジオに再集結し、アルバム制作を開始。1989年5月22日、13thアルバム『ザ・ミラクル』をリリース。先行シングル「アイ・ウォント・イット・オール」共々、イギリスやヨーロッパ各国で大ヒットを記録し、人気が健在であることを証明した。しかし、ツアーの開催について、マーキュリーはあっさり否定した。以前からマーキュリーには「エイズに感染しているのではないか」との噂が飛び交っていたが、当時、本人はこれを否定し続けていた。実際には、マーキュリーがエイズに感染していることは、1987年頃に判明したといわれているが、その真相は長年ベールに包まれていた。
1991年1月30日、14thアルバム『イニュエンドウ』をリリース。音楽的には、やや原点回帰志向がみられ、ブリティッシュ・ロックバンドとしての自覚が垣間見える作品となった。全英1位を獲得した表題曲「イニュエンドウ」では、イエスのスティーヴ・ハウが参加し、間奏部分でフラメンコギターのソロを披露。バンドのスタジオ・アルバムで、メンバー以外の人物がギターを演奏したのはこれが最初で最後である。
続く「ショウ・マスト・ゴー・オン」も、全仏2位と大健闘した。しかし、この頃すでに、マーキュリーの体は病魔に侵されていたという。また、本アルバム収録の「輝ける日々」は、マーキュリーの生前最後のミュージックビデオ出演となり、マーキュリーが見る影もなくやせ衰えていることがわかる。

同年11月23日、マーキュリーの自宅前で記者会見が行われ、スポークスマンを通じて以下の声明文を発表している。
私はHIVテストで陽性と診断され、AIDS患者であることが確認されました。しかし私の身の回りの人々のプライバシーを守るため、この事実を隠しておくことが適当だと考えておりました。しかし今、世界中の友人たちとファンの皆様に真実をお伝えする時が来ました。これからはこの恐ろしい病気に対して、私と私の医師団と世界中で私と同じように苦しんでいる人々と一緒に戦って下さい。
そして、翌日24日、フレディ・マーキュリーは、HIVによる免疫不全が原因で引き起こされたニューモシスチス肺炎により、45歳という若さで死去した。亡くなった1991年は、奇しくもクイーン結成20年目だった。葬儀会場は、世界中から駆けつけたファンの花束で埋め尽くされた。マーキュリーの死後、バンドのアルバムが世界中でチャートインし、イギリスでは「ボヘミアン・ラプソディ」が、イギリス史上初となる同一曲での2度目の1位という記録を打ち立てた。また、マーキュリーの遺言により、初登場1位を獲得した作品の収益金は、すべてエイズ基金に寄付された。
1992年、バルセロナオリンピックの開会式で、オペラ歌手のモンセラート・カバリェとマーキュリーが、デュエットする予定だったが、マーキュリーの急死により、ホセ・カレーラスが代役を務めた。

## マーキュリーの死後の活動

ミュージカル『ウィ・ウィル・ロック・ユー』新宿公演

クイーンは正式に解散したことはなく、メイとテイラーがそれぞれソロ活動を行ったり、クイーン名義で2人がたびたび活動を行っている。ソロ活動においては、メイはクイーン時代の延長線上に当たる音楽を、一方、テイラーはクイーン時代とは異なったアプローチで、それぞれ音楽活動を断続的に続けている。ディーコンは1997年の「ノー・ワン・バット・ユー」のリリース以降は音楽活動は行っておらず、音楽業界から完全に引退している。
マーキュリー死後から活動再開までの、クイーン名義での主な活動は以下の通り。
- 1992年4月20日 - イギリス・ロンドンのウェンブリー・スタジアムで「フレディ・マーキュリー追悼コンサート」を開催。様々な大物アーティストと「クイーン + 」名義で共演した。日本では後日録画により、WOWOWでライブの様子が放送された。
- 1995年11月6日 - 正規メンバーでの最後のアルバムとなる『メイド・イン・ヘヴン』をリリース。マーキュリーの死の直前にレコーディングしたアルバムであり、全世界で約2,000万枚を売り上げる大ヒットとなった。
- 1997年1月17日 - パリのナショナル・シアターで開催された「スペシャル・バレエ」プレミア公演で、エルトン・ジョンと「ショウ・マスト・ゴー・オン」を演奏した。本演奏はのちに、ベスト・アルバム『グレイテスト・ヒッツIII』に収録された。
- 1997年11月3日 - ベスト・アルバム『クイーン・ロックス』がリリースされ、バンドとして2年ぶりとなる新曲「ノー・ワン・バット・ユー」も収録された。
- 2000年 - ボーイズグループ・5iveによる「ウィ・ウィル・ロック・ユー」カバーに、メイとテイラーが参加。
- 2002年 - オランダ女王の誕生日祝賀式典コンサートに出演し、45分あまりのライブを行った。
- 2002年 - エリザベス2世女王即位50周年記念コンサートに出演し「ボヘミアン・ラプソディ」を初めてフルコーラスで演奏。メイは、開会式に「ゴッド・セイヴ・ザ・クイーン」を演奏。
- 2002年5月14日 - クイーンの楽曲全27曲を使用したミュージカル『ウィ・ウィル・ロック・ユー』が初演され、ロングランを続けた。
- 2003年 - ネルソン・マンデラによるエイズ撲滅運動・46664のライブに参加。また、本公演のために、クイーンとして久々となる新曲「インビジブル・ホープ」「ザ・コール」「セイ・イッツ・ノット・トゥルー」などを書き下ろした（本公演では、メイとユーリズミックスのデイヴ・スチュワートがギターを担当。「セイ・イッツ・ノット・トゥルー」は、後述の「クイーン + ポール・ロジャース」名義のライブでも演奏されている）。
- 2004年 - ローマの闘技場でブリトニー・スピアーズ、ビヨンセ、P!NKが「ウィ・ウィル・ロック・ユー」を歌うペプシコーラのCMが話題になった。また、CMには観客に扮したメイとテイラーも出演した。
- 2004年 - 元フリーのボーカルであるポール・ロジャースと共に「クイーン + ポール・ロジャース」の活動を開始。
- 2005年 - ロンドンで、クイーン + ポール・ロジャースとしてのライブを開催。8万人を動員する大規模なライブとなった。さらに3人は、同時期にロンドンで起こった同時多発テロで救助活動を行った5000人をライブに無料招待した。
- 2006年 - クイーン + ポール・ロジャースとして、初の全米ツアーを開催。
- 2006年 - クイーンとパチスロがコラボした「ロックユークイーン」が登場。海外の大物アーティストがパチスロと完全コラボしたのは世界初。
- 2007年 - クイーン + ポール・ロジャースとしての初のシングル「セイ・イッツ・ノット・トゥルー」をリリース。
- 2008年 - ウクライナでの反エイズキャンペーンを支持するチャリティーコンサートに参加した。本コンサートの様子は、翌年2009年6月15日に映像作品『ビッグ・ライヴ 2008 〜ライヴ・イン・ウクライナ』としてリリースされた。
- 2009年 - クイーン + ポール・ロジャースとしての活動を終了。ロジャースはバッド・カンパニーとしての活動再開へ移行した。
- 2010年 - ボックス・セット『クイーン シングル・コレクション Vol.1〜4』をリリース。
- 2010年 - それまで40年近く契約していたEMIからアイランド・レコードに移籍することを発表（日本ではユニバーサルミュージック）。
- 2011年 - クイーン結成40周年、フレディ・マーキュリー没後20周年を迎える。また同年、クイーンの楽曲の音源を最新機器でクリアにした、リマスター盤のアルバムが随時リリースされた。
- 2011年9月5日 - マーキュリーの誕生日に合わせてGoogleのロゴがマーキュリーのデザインに変わった。
- 2012年8月12日 - ロンドンオリンピック閉会式にてジェシー・Ｊと共演。
- 2012年 - アダム・ランバートと「クイーン + アダム・ランバート」の活動を開始。
- 2018年10月24日 - クイーンの軌跡を描いた伝記映画『ボヘミアン・ラプソディ』が公開。
- 2022年6月4日 - エリザベス女王即位70周年祝賀コンサートに出演。バッキンガム宮殿特設ステージのスクリーンに映し出された女王とくまのパディントンのユーモラスなオープニング映像に続いて、クイーン + アダム・ランバートが「ウィ・ウィル・ロック・ユー」「ドント・ストップ・ミー・ナウ」「伝説のチャンピオン」を演奏[29]。「ウィ・ウィル・ロック・ユー」のイントロでは、女王とパディントンがティーカップをスプーンで叩きリズムを奏でるパフォーマンスをして興を添えた[30]。
- 2023年11月29日 -『第74回NHK紅白歌合戦』に、クイーン + アダム・ランバートとして特別企画で出場することが決定した[31]。当日は「ドント・ストップ・ミー・ナウ」を披露した[32]。
- 2024年 - 楽曲の権利を2000億円で売却した[33]。

### フレディ・マーキュリー追悼コンサート（1992年）
マーキュリーの死の翌年1992年4月20日に、マーキュリーの追悼コンサートが開催された。コンサートの開催は、2月12日に発表され、出演者は未定であったにもかかわらずチケットは2時間で完売した。コンサートにはロバート・プラント、エルトン・ジョン、デヴィッド・ボウイ、メタリカといった大物アーティストが集結し、会場となったウェンブリー・スタジアムには7万人を超えるファンが集まった。世界でも生中継され、元祖クイーン大国・日本でも、NHKでクイーンの歴史を紹介するVTRと共に、ライブの様子が放送された。

### メイド・イン・ヘヴン（1995年）
マーキュリーの死から4年後、マーキュリーが生前に残した録音を基にした実質的な最終アルバム『メイド・イン・ヘヴン』がリリースされた。「ヘヴン・フォー・エヴリワン」や「ボーン・トゥ・ラヴ・ユー」などの各メンバーのソロ曲のリメイク版と「マザー・ラヴ」や「イッツ・ア・ビューティフル・デイ」などの新曲を合わせた11曲が収録されている。
ディーコンは、1997年の「ノー・ワン・バット・ユー」のリリースを最後に、クイーンとしての活動には一切参加していない。2004年には、テイラーが「ジョンは事実上引退している」と発言したほか、クイーンと付き合いの長い東郷かおる子が寄稿したクイーン + ポール・ロジャース日本公演のパンフレットには「音楽業界から引退」と記載された。
しかし、2002年のエリザベス2世女王即位50周年記念コンサート以降も、メイとテイラーの2人は「クイーン」名義で出演しているため、最低この2人のメンバーが揃うと「クイーン」のバンド名が使えると解釈しうる。最近のインタビューによると、ディーコンは荒波の音楽業界を嫌い、家族と共に暮らしているとのこと。メイとテイラーがイベントに誘っても、ディーコンは一切参加しようとしないが「彼は今でもクイーンの一員だよ」と、2人は述べている。

### クイーン + ポール・ロジャース（2004年 - 2009年）
2005年1月、残ったテイラーとメイは、元フリー、バッド・カンパニーのボーカルであったポール・ロジャースと組んで「クイーン + ポール・ロジャース」として活動することを正式に決定した。2004年の英国音楽殿堂の授賞式での共演がきっかけであったという（メイは、それ以前にもロイヤル・アルバート・ホールでの公演など、数回ロジャースと共演している）。

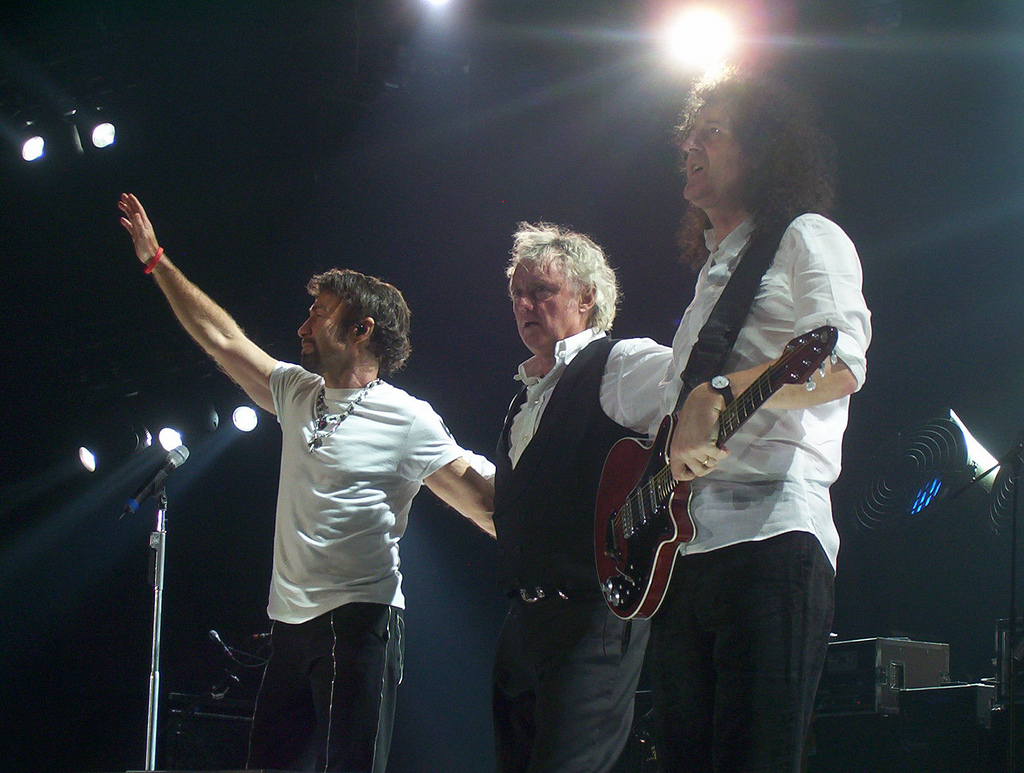
クイーン + ポール・ロジャース（2005年）

フレディ・マーキュリーという超個性派ボーカリストの後任に、マーキュリーとは似ても似つかないロジャースが選出されたことには世界中から疑問の声が挙がった。しかしメイは「僕は誰かをフレディの代役に立てるという意見にはずっと反対だった。でもフレディの代わりを務めようなんてこれっぽっちも思っていない男に出会ったんだ。ポールは彼だけの色を持ったフレディには似ても似つかない男さ」と述べた。
「愛にすべてを」をカバーしたジョージ・マイケルや「伝説のチャンピオン」をカバーしたロビー・ウィリアムズの方が、クイーンの新ボーカルに相応しいのではないかという意見もあった。実際、メンバーもウィリアムズをクイーンの新ボーカルとして迎え入れる話はしていたそうだが「やはり違う気がする」ということで、ロジャースを選出したという。
全欧ツアーのチケットは即完売し、さいたま・横浜・名古屋・福岡で来日公演も開催され、10万人を動員するなど、各地で大成功を収めた。
2006年には、クイーン名義では24年ぶりとなる全米ツアーも成功させた。同年10月には、クイーン + ポール・ロジャースとしてスタジオ入りするとメイのホームページで宣言され、2008年9月15日、アルバム『ザ・コスモス・ロックス』をリリース。それに伴うヨーロッパ・南米ツアーも行ったが、2009年、クイーン + ポール・ロジャースとしての活動に終止符を打ち、ロジャースはバッド・カンパニーの再始動に移行した。

### 過渡期（2010年 - 2012年）
この時期、クイーンとしての表立った活動はなかったが、メイとテイラーの2人によってバンドは存続しており、日刊スポーツの取材に対して、テイラーは「クイーンは永久に続ける」と誓っている。この間、メイは、イギリスの女性ミュージカル歌手であるケリー・エリスとアルバムを制作したり、全英ツアーを行ったりと相変わらず積極的な音楽活動を続けている。
2009年、メイとテイラーがアメリカのオーディション番組『アメリカン・アイドル』にゲスト出演。シーズン8の結果発表の前にふたりの演奏で、最終候補者のクリス・アレンとアダム・ランバートが「伝説のチャンピオン」を熱唱した。メイとテイラーは、ランバートのボーカルに惚れこみ、その場でクイーンへの参加を打診したと伝えられている。
その件に関して、その気があるのかとAP通信がランバートに聞いたところ「それは難しい質問だね。だって、正直クイーンにならないかっていう申し出をどう断ったらいいんだ？そんなの信じられないよ！でも、今、自分でやりたいこともあって、それが僕の目標でもあるんだ。だから、できることなら両方やってみたいね」と述べている。
バンドの結成から約40年が経過した2010年5月7日、メイとテイラーは、レコードレーベル・EMIを辞めることを発表した。8月20日、クイーンのマネージャーであるジム・ビーチは、バンドがユニバーサルミュージックと新しい契約を結んだことを示すニュースレターを発行した。
9月22日、BBCでのHARDtalkのインタビューにおいて、5月は、バンドのニューディールがユニバーサルミュージックグループの子会社であるアイランド・レコードとのものであることを確認した。ただし、ハリウッド・レコード がアメリカとカナダではグループのレーベルとして残った。そのため、1980年代後半以来初めて、ユニバーサルがアイランドとハリウッドの両方のレーベルに配布するようになり、クイーンのカタログは世界中で同じ配布者になった。（1980年代後半、クイーンはEMIが所有するキャピトル・レコードに掲載されていた）
さらに2011年、クイーンはMTVヨーロッパ・ミュージック・アワードでグローバル・アイコン賞を受賞。メイとテイラーは、アダム・ランバートと再共演を果たし「ショウ・マスト・ゴー・オン」「ウィ・ウィル・ロック・ユー」「伝説のチャンピオン」の3曲をメドレーで披露した。この3年後、アダムは正式にクイーンに加入し、現在に至るまで活動を続けている。
また同年、クイーン結成40周年を記念して、全オリジナル作品をボブ・ラドウィックが、リマスターしてリリースした。まだ3分の1ほどしかリリースされていない7月の時点で、56億7600万円以上もの売上を記録し、改めて未だ人気が衰えていないことを証明した。
さらに同年、メイは世界的なポップスターであるレディー・ガガの楽曲「ユー・アンド・アイ」にて、バックボーカルとリードギターを担当。本楽曲は、彼女の3rdアルバム『ボーン・ディス・ウェイ』に収録され、シングルカットされて大ヒットを記録した。「2011 MTV Video Music Awards」では、男装したガガとメイがステージ上で本楽曲を披露し、ガガの受賞が発表された際には2人が抱擁する場面が映し出された。この共演をきっかけに、ガガの実力を確信したメイは、NMEのインタビューでクイーンの新ボーカル候補として彼女の名前を挙げている。この提案には、熱烈なクイーンファンであるガガの方も乗り気なようで、近いうちにガガがクイーンのメンバーに加入する可能性が示唆された。
しかし唯一無二のボーカリスト・マーキュリーの存在は大きく、抜群の歌唱力を誇るポールが加入した時でさえファンから複雑な反応を受けたため、メイは「テレビの特番でいろんなアーティストをボーカルに迎えて演奏してみたい」と付け加えており、新ボーカリスト選びには慎重な姿勢を見せていた。一方、テイラーは、2012年に一般応募から選考した若い才能のある歌手を迎えて、クイーンのトリビュートツアー「クイーン・エクストラヴァガンザ」を北米で行った。

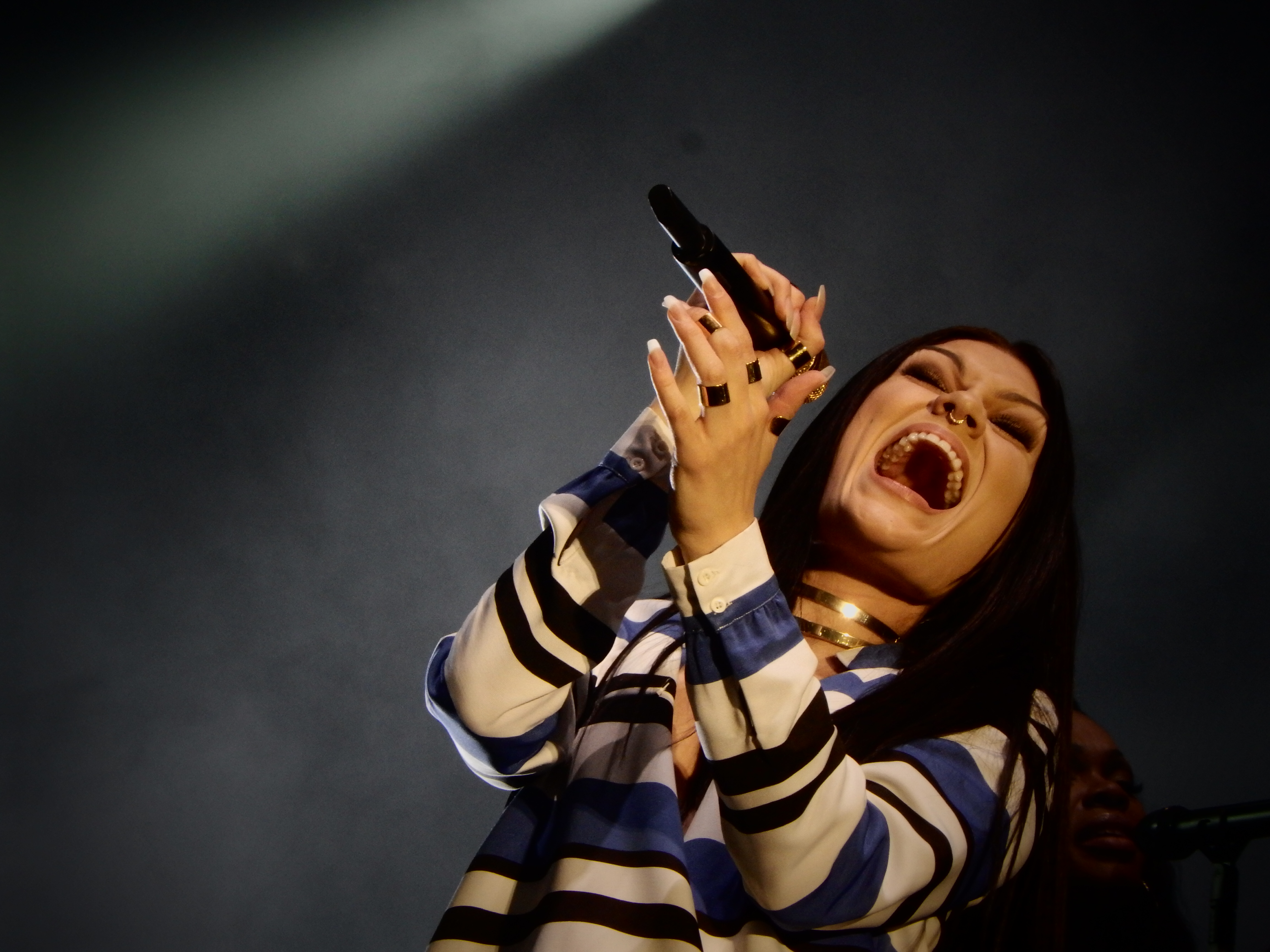
ジェシー・J

同年8月12日、ロンドンオリンピック閉会式にジェシー・Jとともに出演した。ジェシーのボーカルで「ウィ・ウィル・ロック・ユー」を披露。

### クイーン + アダム・ランバート（2012年 - ）
2012年、新たなボーカルにアダム・ランバートを迎え「クイーン + アダム・ランバート」としての活動を開始。最初にウクライナ・ロシア・ポーランド・イギリスの4都市で6公演を行った。

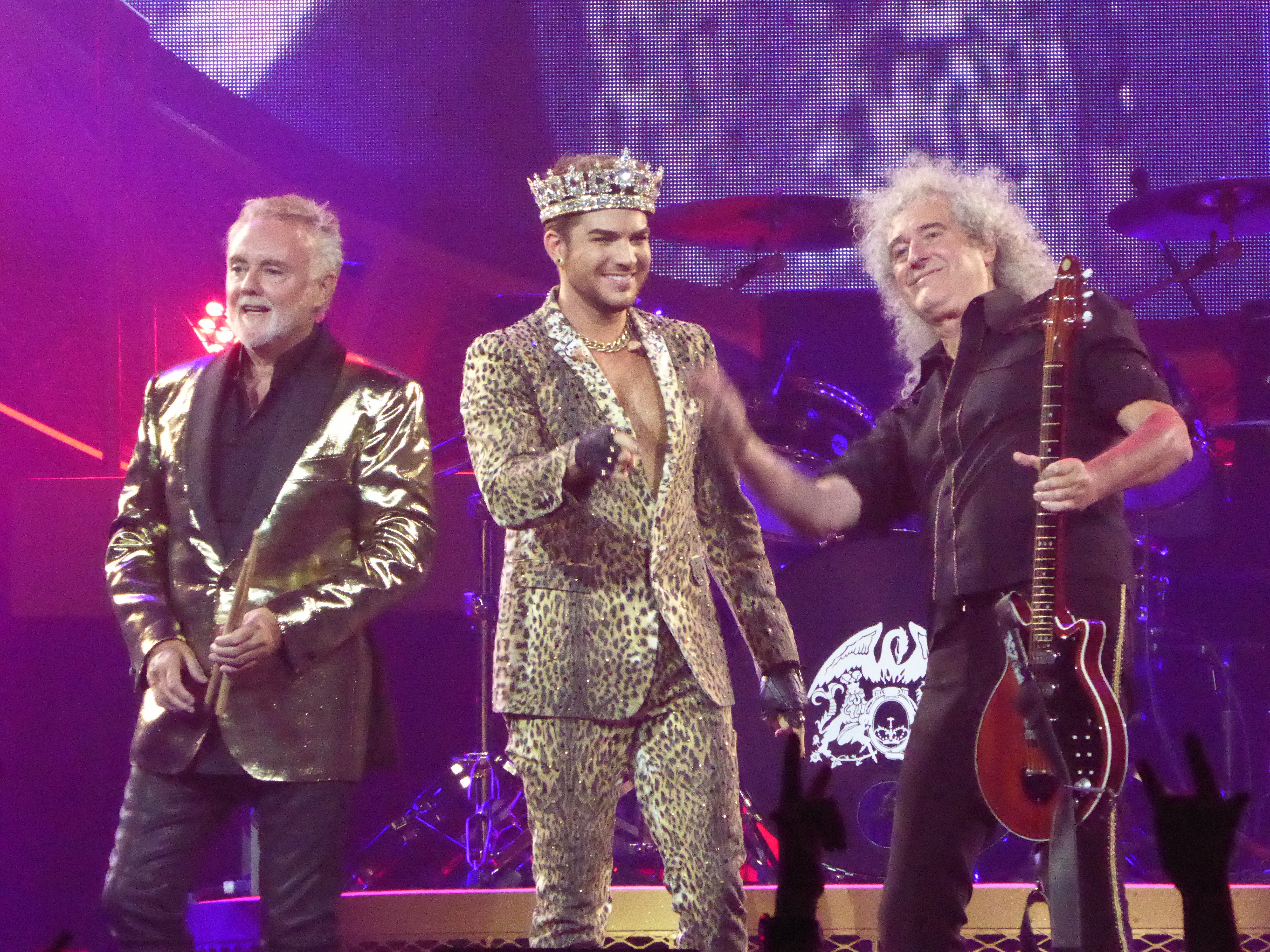
クイーン + アダム・ランバート（2014年）

2013年の活動は「iHeartRadio Music Festival 2013」への出演のみだったが、2014年には、6月から7月にかけて24公演の北米ツアーを行い、8月には「SUMMER SONIC 2014」のヘッドライナーとして、来日公演を行った。
2019年、前年に公開された伝記映画『ボヘミアン・ラプソディ』の成功を受け、世界各国を巡って66公演を行う「The Rhapsody Tour」を開催。

アダム・ランバートは、クイーンとの共演について以下のように語っている。
僕の見方としては、僕はフレディの代わりを演じるつもりも、フレディの上を行くつもりも、フレディと競うつもりもまったくないし、そんなことはまるで考えてないんだ。フレディとバンドとで書いた音楽を歌って、それをステージに持っていっていいショーをやるように請われたってことはすごく光栄なことだと、そう思ってるんだ。でも、観てるみんなが比較することばかりに気を取られると、きっとライブを楽しめなくなるとも思うよ。
ランバートをフロントマンに迎え、活動を継続することに不満を持つファンについては、メンバーは「フレディ・マーキュリーも承認したと思う」とアダムの起用を擁護している。

### 映画『ボヘミアン・ラプソディ』（2018年・2019年）
2018年10月24日、フレディ・マーキュリーに焦点を当ててクイーンの軌跡を描いた伝記映画『ボヘミアン・ラプソディ』が全世界で公開された。
計画が持ち上がった2010年当初は、マーキュリー役にサシャ・バロン・コーエン、プロデューサーにグレアム・キング、脚本にピーター・モーガンの起用が予定されていたが、その後、出演予定者や監督の降板が相次ぎ、本格的な製作の開始まで、7年近くの歳月を要した。最終的に、マーキュリー役はラミ・マレックに、テイラー役はベン・ハーディ、メイ役はグウィリム・リー、ディーコン役はジョセフ・マゼロに決定し、2017年より、ブライアン・シンガー監督のもとで制作が進められた。本人であるメイとテイラーも製作に加わり、主に音楽監督を務めた。
全世界で9億USドル超の興行収入を記録する大ヒット作となり、第76回ゴールデン・グローブ賞では、ドラマ部門作品賞と主演男優賞を、第91回アカデミー賞では、主演男優賞（ラミ・マレック）、編集賞、録音賞、音響編集賞をそれぞれ受賞した。

## 関連人物

### 交友のあった音楽家
エルトン・ジョン
イギリスを代表するアーティストで、クイーンとは同期。かつて、クイーンと同じくジョン・リードからマネジメントを受けていた。マーキュリーの死後、長年バンドとしての活動を行っていなかったクイーンを、ジョンは「車庫に入ったフェラーリ」と評した。1992年のフレディ・マーキュリー追悼コンサートでは「ボヘミアン・ラプソディ」を、1997年には「ショウ・マスト・ゴー・オン」をクイーンと演奏した。この「ショウ・マスト・ゴー・オン」をジョンは気に入っており、自身のライブで度々カバーしている。
マイケル・ジャクソン
史上最も成功したエンターテイナー。クイーンの初期の頃からのファンであり、度々ライブを見に来ていたことから、メンバーとの交友が始まった。1980年前後から互いの声質や衣装、音楽性に影響が見られる。
クイーンの代表曲の一つ「地獄へ道づれ」は、もともとジャクソンに提供した曲であった。ジャクソンはこれを気に入っていたが、プロデューサーのクインシー・ジョーンズが難色を示したため、結局クイーンが歌うことになったという。しかし今度は、クイーンの中で「シングルカット派」と「アルバムのトラック派」で意見が割れていた。ジャクソンは「この曲は絶対に出すべきだ」と助言をしたが、クイーンのイメージに合わないディスコ調に違和感を覚えていたテイラーは「あの曲は絶対にヒットになんかならないんだから。どこまで勘違いしたら気が済むんだ」と強く反論したという。結局、シングルカットされた本楽曲は、世界中で大ヒットとなり、クイーン史上最も売れたシングルとなった。この件以降、ジャクソンはジョーンズに対する発言力が強くなったといわれる（しかし「地獄へ道づれ」は、その後、一時期クイーンを低迷期に導く火種となってしまったため、テイラーの推測も当たっていたことになる）。
1980年初頭、仲の良かった2人は「ステイト・オブ・ショック」「ヴィクトリー」「生命の証」といった楽曲を共同録音しており「ステイト・オブ・ショック」は、ジャクソンのアルバム『スリラー』に収録しようと考えていた。しかし、まもなくマーキュリーとジャクソンの交友は絶たれてしまい、3曲とも2人によるバージョンのリリースは見送られた。その原因としては、以下のことが挙げられている。
- ジャクソンが「ステイト・オブ・ショック」の制作中に、スタジオに勝手にラマを連れ込み、これに憤慨したマーキュリーは、製作途中で帰ってしまった。結局「ステイト・オブ・ショック」は、『スリラー』に収録されなかったが、アルバムが超人的なヒットを記録したことを受け、マーキュリーはインタビューで「あのアルバムに俺とマイケルの曲が入っていれば大金持ちになれたのに」という冗談を披露したが、ジャクソンがこれを真に受けて、ショックを受けてしまった。
- 1980年代は、お互いが多忙を極めていた。ジャクソンは『スリラー』の大成功を受けて、世界最大のポップスターとなっており、次作の制作やワールドツアーを敢行していた。一方のマーキュリーもソロ活動とバンド活動を並行しており、マイケルと交友する時間は取れなかった。

しかしながら、1997年にリリースされたジャクソンの楽曲「ゼイ・ドント・ケア・アバウト・アス」は、クイーンの楽曲「ウィ・ウィル・ロック・ユー」からヒントを得て制作されたといわれていることから、お互いの影響はその後も続いたと考えられる。
なお「ステイト・オブ・ショック」は、1984年にミック・ジャガーを迎えて完成され、ザ・ジャクソンズ名義のアルバム『ヴィクトリー』に収録された。「生命の証」に関しては、ジャクソン死後に新たな演奏を加えたミックスが、コンピレーション・アルバム『クイーン・フォーエヴァー』に収録された。「ヴィクトリー」は、未だに正式なリリースは行われていない。
デヴィッド・ボウイ
イギリスのグラム・ロッカー。モントルーでメンバーと親しくなり、1981年にクイーンと「アンダー・プレッシャー」を共作・レコーディングし、全英1位を獲得した。マーキュリーの追悼コンサートでは、ユーリズミックスのアニー・レノックスと本楽曲を披露した。
ジョージ・マイケル
イギリスの人気デュオ・ワム!のボーカリストで、ソロでも成功した歌手。かつて、マーキュリーと同じ人物からボイストレーニングを受けていたことがある。フレディ・マーキュリー追悼コンサートでは、クイーンと「愛にすべてを」を披露し、あまりの完成度の高さに「ジョージを加えて新生クイーンが誕生するのではないか」との噂が立った。そのあと、クイーンとマイケルによる「愛にすべてを」のライブ演奏はシングル「ファイヴ・ライヴ」としてリリースされ、全英1位を獲得した。
ポール・ロジャース
フリーのボーカリストで、フリーの解散後にレッド・ツェッペリンのメンバーとバンドを組んだこともあった。2004年から2009年にかけて、メイとテイラーと共に「クイーン + ポール・ロジャース」名義で活動した。現在はバッド・カンパニーで活動している。

### 影響を受けた音楽家
ビートルズ
世界で最も成功したロックバンド。特に、ジョン・レノンからの影響は大きかった。レノンが暗殺された翌日のコンサートで、彼の代表曲「イマジン」をカバーしたり、1982年にリリースされたアルバム『ホット・スペース』には、レノンの追悼曲「ライフ・イズ・リアル（レノンに捧ぐ）」を収録している。また、70年代後半にレノンが「愛という名の欲望」を聴いて、再び創作意欲が湧いたともいわれている。
ジミ・ヘンドリックス
27歳という若さで夭折した伝説のギタリスト。右利き用のギターを逆さまにして左利きの構えで演奏するスタイルで知られる。ギターを歯や背中で弾いたり、火を放ったり破壊したりするパフォーマンスが有名。彼の個性的なギターの演奏法やステージパフォーマンスは、マーキュリーやメイが大きく影響を受けている。特に、マーキュリーはライブに度々足を運ぶほどの熱狂的なファンであり、14日連続で彼のライブを観たこともある。
エルヴィス・プレスリー
1977年に42歳という若さで亡くなったプレスリーも、クイーンに大きな影響をもたらしている。1973年から1985年頃までは、プレスリーの楽曲「監獄ロック」をライブでカバーしている。

### 嫌っていた音楽家
カーペンターズ
アメリカの兄妹ポップス・デュオ。クイーンのプロフィールに「嫌いなアーティスト」として彼らの名前が挙げられていた。共に駆使していた多重録音に対する考え方の違いであったと言われている。
シド・ヴィシャス
イギリスのパンクロックバンド、セックス・ピストルズの2代目ベーシスト。かつてクイーンと同じスタジオでアルバムを制作していた時、事務所を通さず雑誌取材に応じたマーキュリーの写真がタブロイド紙に悪意ある題名で記事にされ、それを読んだヴィシャスが、クイーンが録音をしている最中にスタジオの調整室に乱入。マーキュリーに対し「バレエを大衆に広めるのに成功したか？」と侮蔑的に絡んだため、マーキュリーは「シドの名前をサイモン・フェロシアスと呼びながら襟首を掴んでスタジオから追い出した」という（『クイーン：輝ける日々』本人、および関係者の証言より）。

## 日本との関係

フレディ・マーキュリーのサイン

### 日本における来歴
1975年4月17日、初来日。当時、イギリスでは既にいくつかの楽曲が、全英トップ10に入るヒットを記録しており、人気バンドの仲間入りを果たしていたが、日本での人気の過熱ぶりはそれを遥かに上回るものであった。
空港には、約1200人のファンが集結しパンク状態になった（「第1次クイーンブーム」）。到着後、メンバーは会見を行い、芸子らから茶を提供されたり、ファンからもらったけん玉で遊んだりするなどして、日本文化を満喫した。日本武道館公演では、着物を着て演奏した。
来日2日目の4月18日、メイとテイラーが滞在先のホテルの裏手にある東京タワーへ観光に行ったところ、100人以上の修学旅行生に囲まれ、その後、ボディガードの助けを得て、ホテルに戻った。
1976年12月18日、5thアルバム『華麗なるレース』をリリース。サビに日本語の歌詞を取り入れた楽曲「手をとりあって」が、アルバムの最後に収められ、翌年に日本限定でシングルカットされた。
1977年、少女漫画雑誌『花とゆめ』10号に、バンド結成から来日公演までを描いた「キングスロードに赤いバラ」（みかみなち『上を下へのロックンロール』収録、白泉社）が掲載。
2004年、マーキュリー作の「ボーン・トゥ・ラヴ・ユー」（クイーンバージョン）を主題歌としたフジテレビのテレビドラマ『プライド』が放映。ドラマの人気に合わせ、日本独自のベスト・アルバム『ジュエルズ』が、オリコン1位を獲得し、180万枚を売り上げる大ヒットを記録する「第2次クイーンブーム」が起こった。
クイーンに馴染みのなかった若年層のファンが増えたことで、日本でのクイーン人気が大きく上昇し、同年の日本ゴールドディスク大賞「海外部門」を受賞した。これについて、メイは「クイーンのベスト・アルバムが日本で売れていることを聞いてとても驚いています。クイーンが日本にとって外国アーティストの中では大きな存在だということは知っていましたが、日本の音楽史の中では、クイーンは小さい存在だと思っていました。けれども、今回のヒットで日本の大物アーティストと肩を並べられてとても嬉しいです」と語っている。テレビ朝日系『SmaSTATION-3』では、メイとテイラーのインタビューが行われた。
2018年11月9日、クイーンを描いた伝記映画『ボヘミアン・ラプソディ』が日本でも公開。日本国内の興行収入が130億円を突破する大ヒットとなり、「第3次クイーンブーム」とも呼ばれる社会現象を巻き起こした。映画のヒットにより、クイーン作品は急激に売上を伸ばし、翌年にかけてリバイバルヒットを記録。第33回日本ゴールドディスク大賞では、クイーンとしては14年ぶり2度目となる「アーティスト・オブ・ザ・イヤー」（洋楽）の受賞を果たした。また、Billboard JAPANが発表した2019年上半期チャートのアーティスト部門では、あいみょんや米津玄師に次いで3位を記録した。
2019年7月、プラネタリウム作品「QUEEN -HEAVEN-」が、プラネタリアTOKYOにて上映。
同年8月、LINEの無料ゲームアプリ『LINE:ディズニー ツムツム』に、日本限定でクイーンのメンバーが登場。1980年代の姿と思われるクイーンのメンバーがゲーム内に登場し、ゲーム内BGMとして「ウィ・ウィル・ロック・ユー」「伝説のチャンピオン」「RADIO GA GA」が流れる演出がなされた。8月の期間限定キャンペーンであったが、翌年2020年1月には、1970年代のスタイルで再び登場。BGMには「ボヘミアン・ラプソディ」「地獄へ道づれ」が使われた。
2020年1月15日、日本のファンによる投票で収録曲が決められたベスト・アルバム『グレイテスト・ヒッツ・イン・ジャパン』がリリースされた。また同日、クイーン関連の貴重な歴史的な展示品を公開する展覧会「クイーン展ジャパン」が開催。株式会社クイーン・プロダクションの協力・監修のもと、集英社が主催した。
2023年11月29日、『第74回NHK紅白歌合戦』に、クイーン + アダム・ランバートとして特別企画で出場することが決定した。当日は「ドント・ストップ・ミー・ナウ」を披露した。2024年1月17日には、日本のファンによる投票で収録曲が決められるライブ・アルバム『絆』がリリースされた。

### 日本文化への興味
クイーンのメンバーは、ツアー以外にも何度かプライベートで来日しており、日本文化に深い興味・関心を寄せている。美術学校で学んだ経験もあったマーキュリーは、伊万里焼や九谷焼などを趣味で収集しており、それらの目利きもできたという。また、自宅の庭に日本庭園を造っていた。新宿には、マーキュリー行きつけのゲイバーがあり、度々通っていたと思われる。メイは来日した際、日本の畳が気に入ったが、大きすぎて持ち帰れないことに非常に残念がっていたという。

## 記録
- ギネス・ワールド・レコーズによると、2005年時点で、クイーンのアルバムは、全英アルバムチャートで合計1,422週、つまり27年間チャートインしている。これはビートルズ、エルヴィス・プレスリーといったアーティストを200週近く上回って歴代第1位であり、史上最もイギリスのチャートにランクインし続けたアーティストに認定された。
- 前期のベスト・アルバム『グレイテスト・ヒッツ』は、2018年までにイギリス国内だけで約610万枚を売り上げ、後期のベスト・アルバム『グレイテスト・ヒッツII』も、イギリスのみで約390万枚を売り上げているなど、国内セールスだけをとっても破格のチャート・アクションをみせている。ちなみに『グレイテスト・ヒッツ』は、全英アルバムチャートで562週（約10年間）に渡りチャートインし、全世界では2500万枚以上を売り上げた。イギリスでの本アルバムの売り上げは、ビートルズ『サージェント・ペパーズ・ロンリー・ハーツ・クラブ・バンド』や、オアシス『モーニング・グローリー』、アデル『21』などのイギリスを代表するアーティストのアルバムを抑えて歴代1位を記録している。
- クイーンは全世界の異なる国で、1位を獲得したアルバムとシングルをそれぞれ18枚、またトップ10のアルバムを26枚、シングルを36枚、1位を獲得したビデオを10枚保持している。
- 2007年1月、『グレイテスト・ヒッツI&II』が、北米のiTunesダウンロードチャートで第1位を獲得した。
- 代表曲「ボヘミアン・ラプソディ」は、1975年にイギリスで9週連続1位となり、その後、数週間に渡ってトップ10にランクイン。世界中の国々でも1位を連発した。さらに、マーキュリーの死後の1991年には、イギリス史上初の「同一曲で2度目の第1位」を獲得した（5週連続1位）。イギリスで、現在までに約254万枚のセールスを記録しており、エルトン・ジョン「キャンドル・イン・ザ・ウインド 〜ダイアナ元英皇太子妃に捧ぐ」（493.5万枚）、バンド・エイド「ドゥ・ゼイ・ノウ・イッツ・クリスマス」（380.2万枚）に次いで、イギリス史上3番目に売れたシングルとなっている。2002年にギネス・ワールド・レコーズが調査した「イギリス史上最高のシングルは？」というアンケートでは、2位の「イマジン」（ジョン・レノン）を抑えて「ボヘミアン・ラプソディ」が第1位となり、イギリスで最も愛される曲に認定された。ギネスの授賞式ではメイとテイラーが出席し、ファンに感謝の言葉を述べた。また、本楽曲は、世界で初めてプロモーションビデオを制作した曲であるとされている。
- 1980年にリリースされたシングル「地獄へ道づれ」は、全世界で700万枚以上売り上げ、アメリカの『キャッシュボックス』誌の年間チャートでは1位に輝いた。
- 2004年「クイーン + ポール・ロジャース」名義で再始動したクイーンがさらに売り上げを伸ばし、2005年には、イギリスで最も売れたアーティストにて、第3位にランクアップした。これにより、それまで長年の間不動の地位を保ち続けたビートルズを4位に落としたことになる[51]。
- 2002年、イギリス国民の投票によって決定した「100名の最も偉大な英国人」に、フレディ・マーキュリーが58位に選出された。
- 中東や南米などの発展途上国でも著しい人気を誇っており、世界で最も海賊版が出回っているアーティストとされる。2012年時点で、クイーンの海賊版ウェブサイトは、12,225個確認されている。
- メンバー全員が作詞・作曲能力に優れており、世界で唯一メンバー全員がチャート1位を獲得した作品を持っているロックバンドである。
- 1973年から運営されているファンクラブは、数々のロックバンドのファンクラブの中で、最も長く続いているファンクラブである。
- 1986年のウェンブリー・スタジアムにて開催された「Magic Tour」コンサートでは、世界中から50万人ものチケットを求める要望があり、2日間で15万人を動員した。また、1981年にブラジルのモルンビースタジアムで行ったライブでは、13万人を動員。1組のバンドが1回の公演で動員した観客数で当時のギネス記録を樹立した。
- 1985年に出演したブラジルのロックフェス「ロック・イン・リオ」では2日で60万人を動員。1969年に開催された「ウッドストック・フェスティバル」の40万人をわずか2日で打ち破った。

## ディスコグラフィ
オリジナル・アルバム
1. 『戦慄の王女』- Queen（1973年）
2. 『クイーンII』- Queen II（1974年）
3. 『シアー・ハート・アタック』- Sheer Heart Attack（1974年）
4. 『オペラ座の夜』- A Night at the Opera（1975年）
5. 『華麗なるレース』- A Day at the Races（1976年）
6. 『世界に捧ぐ』- News of the World（1977年）
7. 『ジャズ』- Jazz（1978年）
8. 『ザ・ゲーム』- The Game（1980年）
9. 『フラッシュ・ゴードン』- Flash Gordon（1980年）
10. 『ホット・スペース』- Hot Space（1982年）
11. 『ザ・ワークス』- The Works（1984年）
12. 『カインド・オブ・マジック』- A Kind of Magic（1986年）
13. 『ザ・ミラクル』- The Miracle（1989年）
14. 『イニュエンドウ』- Innuendo（1991年）
15. 『メイド・イン・ヘヴン』- Made In Heaven（1995年）

## クイーンを題材とした映像作品
- 2011年、ドキュメンタリー『輝ける日々』（英語: Queen - Days of Our Lives）が、BBCで放送された。
- 2018年、マーキュリーを軸に、クイーンの結成から1985年のライヴエイドでのパフォーマンスまでを描いた伝記映画『ボヘミアン・ラプソディ』が公開された。

## 公演

### コンサート・ツアー
| 開催日                         | タイトル                  | 公演数       |
| ------------------------------ | ------------------------- | ------------ |
| 1973年9月13日 - 1974年1月27日  | Queen I Tour              | 4ヶ国35公演  |
| 1974年3月1日 - 5月11日         | Queen II Tour             | 2ヶ国41公演  |
| 1974年10月30日 - 1975年5月1日  | Sheer Heart Attack Tour   | 10ヶ国78公演 |
| 1975年11月14日 - 1976年4月22日 | A Night at the Opera Tour | 4ヶ国78公演  |
| 1976年9月1日 - 9月18日         | Summer Gigs 1976          | 1ヶ国4公演   |
| 1977年1月13日 - 6月7日         | A Day at the Races Tour   | 8ヶ国59公演  |
| 1977年11月11日 - 1978年5月13日 | News of the World Tour    | 11ヶ国46公演 |
| 1978年10月28日 - 1979年8月18日 | Jazz Tour                 | 10ヶ国79公演 |
| 1979年11月22日 - 12月26日      | Crazy Tour                | 1ヶ国20公演  |
| 1980年6月30日 - 1981年11月25日 | The Game Tour             | 14ヶ国81公演 |
| 1982年4月9日 - 11月3日         | Hot Space Tour            | 12ヶ国69公演 |
| 1984年8月24日 - 1985年5月15日  | The Works Tour            | 13ヶ国48公演 |
| 1986年6月7日 - 8月9日          | Magic Tour                | 11ヶ国26公演 |